# Charles Auger
Pour les articles homonymes, voir Auger.
Charles Auger, né le 18 janvier 1644 à Saint-Christophe (St-Christophe-et-Niévès), décédé le 13 février 1705 à Léogâne (Haïti), est un administrateur colonial français des XVIIe et XVIIIe siècles. Il est gouverneur de Marie-Galante, de la Guadeloupe et de Saint-Domingue de 1703 à 1705.

## Biographie
Né dans une famille havraise établie à Saint-Christophe en 1634, le créole Charles Auger fait carrière dans l'administration des colonies françaises aux Antilles. Charles Auger de La Motte devient inspecteur pour les fortifications le 6 janvier 1683 puis lieutenant du roi à Marie-Galante le 28 septembre 1683, il en devient gouverneur le 1er janvier 1686. Nommé gouverneur de la Guadeloupe en 1695 à la suite du décès d'Hincelin, il défend l'île des attaques de Christopher Codrington. En 1698, il désapprouve la décision d'abandonner Marie-Galante en tant que colonie, il sera entendu par le roi le 20 août 1698.
Il est nommé gouverneur de Saint-Domingue en 1703 ; il y meurt, à Léogâne, en 1705, à l'âge de soixante-cinq ans.